# Luis Eduardo García
Luis Eduardo García (n. Trelew, Chubut; 20 de mayo de 1946) es un médico y político argentino que desarrolló gran parte de su actividad en la Provincia del Chubut.
Nacido en Chubut, cursó estudios de grado en Medicina en la Universidad Nacional de Córdoba (Argentina) y estudios de posgrado en la Ciudad de Barcelona (España).
De extensa militancia en la Unión Cívica Radical, ocupó diversos cargos políticos tanto a nivel partidario como en distintos niveles de la administración pública. Ha actuado en la política chubutense desde la recuperación de la democracia y actualmente continúa su labor privada en el ámbito de la medicina, mientras que prosigue su militancia partidaria en la Unión Cívica Radical.

## Primeros años y vida personal
Luis Eduardo García ("Lucho") nació en 1946 en la Ciudad de Trelew, ubicada aproximadamente a unos 25 minutos de la Ciudad de Rawson, capital de la Provincia del Chubut. Hijo de Lidia Molina Valdez y Epifanio García, originalmente provenientes de la Ciudad de Córdoba, llegaron a Trelew a partir de la designación de este último en la Seccional Trelew de Vialidad Nacional. Luis Eduardo fue el segundo de los cinco hijos de Lidia y Epifanio (siendo el primogénito José Antonio) y el único nacido en Trelew. Con posterioridad a su nacimiento, la familia retorna a Córdoba, en donde nacen Lidia, María Haydée y Juan Carlos.
En 1951 comienza Lucho su educación en el Jardín de Infantes de la Escuela "Hipólito Irigoyen" y continúa los estudios primarios en la escuela Esteban Echeverría, las dos del B° San Martin (escuela donde se educarán también todos sus hermanos).
Simultáneamente, ingresa al grupo Scout N° 53 Ignacio de Castro Barros, donde ya se comienza a perfilar su formación cristiana y toma contacto con los valores de solidaridad , acompañamiento, protección hacia el que sufre y el "Siempre Listo" que caracteriza a dicha organización. 
En 1958 ingresa al Colegio Nacional de Monserrat de la Universidad Nacional de Córdoba, desarrollando una intensa actividad en centros de estudiante y completando su formación humanista.
Al culminar los estudios secundarios en 1963, ingresa a la Universidad Nacional de Córdoba para cursar estudios de grado en la Facultad de Medicina, estudios que interrumpe en 1966 cuando es llamado a cumplir el Servicio Militar obligatorio en el "Liceo Militar Gral. Espejo" de Mendoza. En 1972 se gradúa como Médico Cirujano en la mencionada Universidad, habiendo realizado además una intensa práctica en la cátedra de Semiología del Hospital Córdoba junto a los profesores Dr. Svorcan, Dr. Nievas y Dr. Clariá Olmedo. Luego de obtener su diploma de grado, continúa sus estudios de posgrado en Barcelona, donde obtiene obtiene su título de especialista en medicina respiratoria.

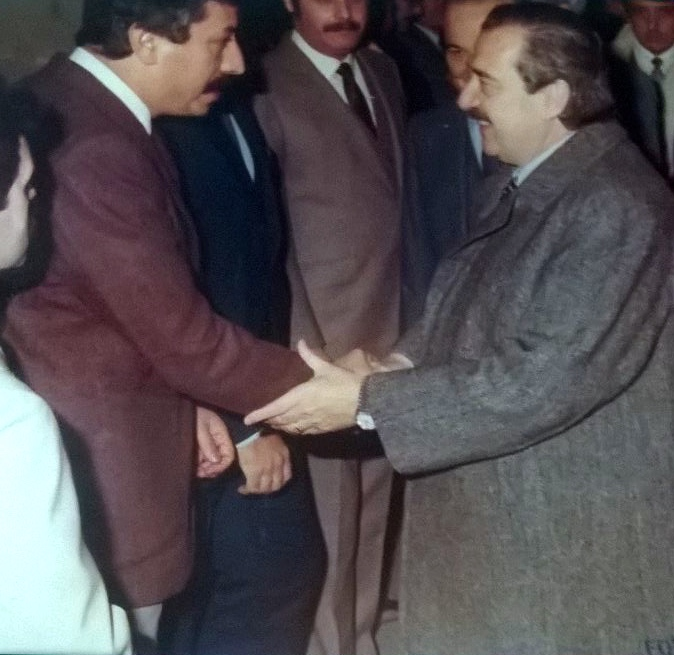
Luis Garcia con Raúl Alfonsín.

Habiendo sus padres mantenido una amistad muy profunda con la familia Miñan, de Trelew, decide trasladarse a la ciudad donde nació en la Patagonia, y allí llega el 19 de julio de 1973, alojándose en la casa de éstos, quienes lo ponen en contacto con el Dr. Atilio Viglione, conocido médico de la zona. En noviembre de 1973 cumple actividades profesionales en el Hospital de Lago Puelo. Años después, se traslada a su ciudad natal, Trelew, donde contrae matrimonio con Dora Beatriz Valiña. Tiempo después nacería su único hijo, Luis Leandro.

## Actividad Política
Con la recuperación de la democracia, García comienza una intensa actividad política, que lo llevarían a ocupar distintos cargos públicos y partidarios, llegando a ocupar durante diez años la Jefatura de Bloque de Diputados Provinciales de la Unión Cívica Radical. 
Su primer contacto con la política local viene de la mano de José Saez, dirigente local y director del principal diario de la zona, El Chubut. Saez, quien fuera además su maestro y amigo, lo introduce en la política local al llevarlo como Secretario de Salud de su propia cartera de Bienestar Social, durante la Gobernación del Dr. Atilio Viglione.
Posteriormente, García ocuparía sucesivos cargos electivos primero en su ciudad natal, Trelew, en la que fue elegido Concejal en 1987, y luego a nivel provincial, ocupando una banca de Diputado de manera ininterrumpida durante diez años a partir del año 1991, detentando además la presidencia del Bloque del Partido Radical durante ese período, en un hecho inédito por para la política provincial por su duración. 
Durante su extenso período como Legislador Provincial, tuvo oportunidad de participar en la autoría y defensa de numerosas iniciativas legislativas, de entre las cuales pueden mencionarse la llamada Ley de Hidatidosis (ex ley 4087) y la Ley de Ética Pública (Ley 4816), entre muchas otras.
En el mes de enero de 2002, pasó a desempeñar funciones como Ministro de Gobierno, Trabajo y Justicia durante la gobernación de Luis Lizurume. Sin embargo, con la crisis económica y política del 2001 que culminó con la caída del Presidente De La Rúa y el desplazamiento del radicalismo del poder, los efectos a nivel Provincial se hicieron sentir, siendo el radicalismo desplazado del poder en 2003 y pasando a ocupar la Gobernación el Señor Mario Das Neves. Esto marcó el alejamiento del Dr. García de la función pública, aunque no de la política, pasando a ocupar un rol activo en la oposición al gobierno de Das Neves.

## Actualidad
En la actualidad, continúa ejerciendo la medicina en la Ciudad de Trelew, convirtiéndose en el año 2015 en miembro de la European Respiratory Society.  Al mismo tiempo, participa en la actividad política partidaria de la Unión Cívica Radical. En julio del 2013, fue condendado a dos años de prisión como autor del delito de "encubrimiento" en el crimen de su correligionario Mario Abel Amaya (diputado nacional por Chubut), al ser secuestrado y desaparecido por la dictadura militar. En julio del 2015 fue finalmente absuelto por la Cámara Federal de Casación Penal.